# آرمیانسک
آرمیانسک (به اوکراینی: Армянськ) شهری در شبه جزیره کریمه در کشور اوکراین واقع شده‌است. جمعیت این شهر ۲۱٬۹۸۷ نفر است.